# Langue des signes nord-irlandaise
La langue des signes nord-irlandaise (NISL) (en anglais : Northern Ireland Sign Language) est la langue des signes utilisée par les personnes sourdes en Irlande du Nord.
Elle est décrite comme étant apparentée à la langue des signes irlandaise d'un point de vue syntaxique mais plus proche des langues des signes britannique et américaine[réf. nécessaire] d'un point de vue lexical. Si un certain nombre de pratiquants considèrent effectivement la NSIL comme distincte des langues des signes irlandaise et britannique, d'autres y voient une simple variation de la langue des signes britannique.
Le gouvernement britannique reconnaît les langues des signes irlandaise et britannique comme langues des signes officielles en Irlande du Nord depuis mars 2004 mais pas la langue des signes nord-irlandaise,.